# Daniel Mackenrodt
Johann Jodocus Daniel Mackenrodt (* 10. Januar 1790 in Römershag; †  31. Mai 1859 in Fulda) war ein deutscher Politiker, Oberbürgermeister von Fulda und Mitglied der kurhessischen Ständeversammlung.

## Leben
Daniel Mackenrodt wurde als Sohn des Brückenauer Stadtschultheißen Johann Wilhelm Mackenrodt und dessen Ehefrau Maria Katharina Weikard geboren. Aus der Ehe stammte die Tochter Katharina, die 1859 den Oberbürgermeister Ignaz Weißmüller geheiratet hat.
Er trat in den Dienst der Stadt Fulda, wo er zunächst als Kanzleiangestellter eingesetzt wurde. Später wurde er dort zum Stadtsekretär befördert und 1830 zum Stellvertreter des Stadtvorstandes Joseph Kepler ernannt. Nach dessen Tod kam er in dessen Position und wurde 1835 nach Einführung der kurhessischen Gemeindeordnung der erste Oberbürgermeister der Stadt Fulda. In seine Amtszeit fallen wichtige Maßnahmen zur Erhaltung und Erweiterung der städtischen Infrastruktur. So geht die Errichtung des Fuldaer Badegartens, zwischen Fuldaauen und Frankfurter Straße gelegen, auf seine Initiative zurück. Die Anlage wurde im Rahmen der Landesgartenschau Fulda 2023 neu gestaltet.
Da seine Entlohnung durch die Stadtkasse nicht zum Leben ausreichte, erlaubte man ihm, eine private Baumschule zu betreiben und als Agent für die Gothaer Versicherung tätig zu sein.
Für eine kurze Zeit (20. April bis 12. Juli 1838) hatte er ein Mandat in der kurhessischen Ständeversammlung. Dieses Parlament wurde nach den Unruhen  von 1830 zum Zwecke der Beratung und  Verabschiedung einer Verfassung gebildet und hatte bis zur Annexion Hessens durch Preußen im Jahre 1866 Bestand.
Von 1848 bis 1850 wurde Mackenrodt durch den Vizebürgermeister Franz Anton Berta in seinem Amt als Oberbürgermeister vertreten, weil der Volksrat ihn für schuldig befand, seine Absetzung forderte und er als Konsequenz seine Amtsgeschäfte niederlegte.
Er verstarb während einer Sitzung im Rathaus infolge eines Schlaganfalls. Sein Nachfolger wurde Ignaz Weißmüller, gewählt am 15. Juli 1859.